# Skynet (satelliti)

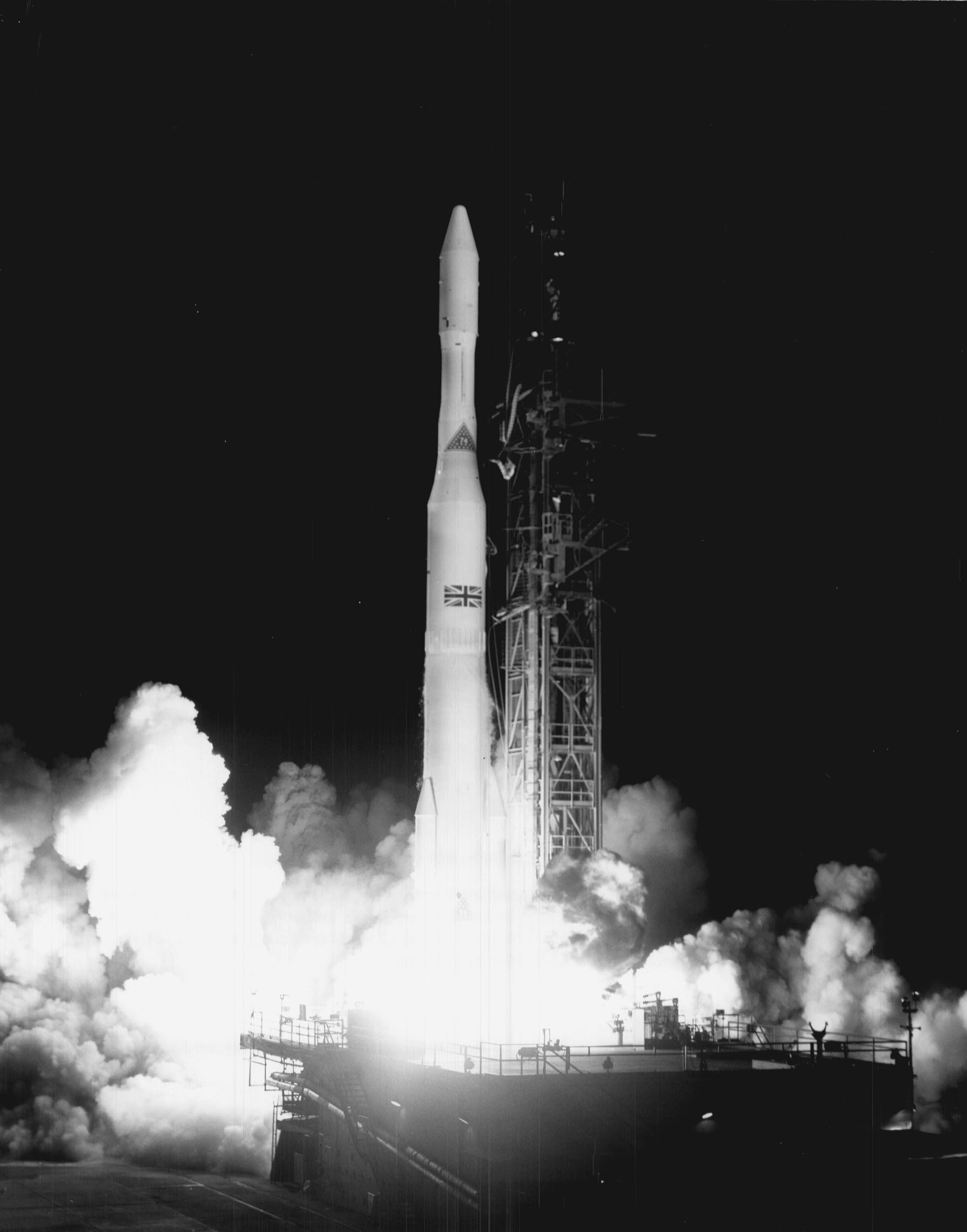
Lancio del primo satellite Skynet, Skynet 1A, con il Delta nel 1969 da Cape Canaveral

Skynet è una serie di satelliti militari del Regno Unito che forniscono servizi di comunicazione sicura per le forze armate britanniche.

## Modelli
| Modello          | Costruttore            | Data di lancio              | Lanciatore   | Note                        |
| Skynet 1         | Skynet 1               | Skynet 1                    | Skynet 1     | Skynet 1                    |
| ---------------- | ---------------------- | --------------------------- | ------------ | --------------------------- |
| 1A               | Philco Ford            | 22 novembre 1969            | Delta M      |                             |
| 1B               | Philco Ford            | 19 agosto 1970              | Delta M      | guasto al motore            |
| Skynet 2         |                        |                             |              |                             |
| 2A               | Marconi Space Systems¹ | 19 gennaio 1974             | Delta 2000   | Guasto alla guida del razzo |
| 2B               | Marconi Space Systems  | 23 novembre 1974            | Delta 2000   |                             |
| Skynet 4         |                        |                             |              |                             |
| 4A               | British Aerospace      | 1º gennaio 1990             | Titan 34D    |                             |
| 4B               | British Aerospace      | 11 dicembre 1988            | Ariane 44LP² |                             |
| 4C               | British Aerospace      | 30 agosto 1990              | Ariane 44LP  |                             |
| Skynet 4 Stage 2 |                        |                             |              |                             |
| 4D               | Matra Marconi Space³   | 10 gennaio 1998             | Delta 7000   | Sostituì 4B                 |
| 4E               | Matra Marconi Space    | 26 febbraio 1998            | Ariane 44L   |                             |
| 4F               | Astrium4               | 7 febbraio 2001             | Ariane 44L   |                             |
| Skynet 5         |                        |                             |              |                             |
| 5A               | EADS Astrium5          | 11 marzo 2007, 22:03 GMT    | Ariane 5-ECA | Lanaciato con Insat 4B      |
| 5B               | EADS Astrium           | 14 novembre 2007, 22:06 GMT | Ariane 5-ECA | Launched with Star One C1   |
| 5C               | EADS Astrium           | 12 giugno 2008, 22:05 GMT   | Ariane 5-ECA | Lanciato con Turksat 3A     |
| 5D               | EADS Astrium           | Pianificato per il 2013     |              |                             |

Note
1. Con assistenza tecnica di Philco Ford
2. Lanciato con Astra 1A, la prima delle costellazioni satellitari europee Astra constellation
3. Marconi Space Systems divenne Matra Marconi Space nel 1990. MMS acquisì BAe Space Systems nel 1994.
4. Nel 2000 MMS si fuse con la divisione aerospazio di DASA's per formare Astrium.
5. BAE Systems vendette la sua quota azionaria del 25% di Astrium, rinominata EADS Astrium